# إيدي شيبرز
ايدي شيبرز (بالفرنسية: Eddy Schepers)‏ مواليد 12 ديسمبر 1955 في بلجيكا، هو دراج بلجيكي سابق. سبق أن شارك في دورة الألعاب الأولمبية الصيفية.

## روابط خارجية
- إيدي شيبرز على موقع أرشيف الدراجات (الإنجليزية)
- إيدي شيبرز على موقع إحصائيات الدراجات الإحترافية (الإنجليزية)
- إيدي شيبرز على موقع CycleBase (الإنجليزية)
- إيدي شيبرز على موقع أوليمبيديا (الإنجليزية)